# Maria Cláudia
Maria Cláudia de Souza Santos (Rio de Janeiro, 9 de outubro de 1949) é uma atriz e ex-modelo brasileira. Em 1983 abandonou a carreira devido a problemas nas cordas vocais, fazendo-a se afastar da carreira por 20 anos. Em 2004 retomou a carreira em A Escrava Isaura.

## Biografia
Foi eleita uma das mulheres mais lindas do Brasil no ano de 1978 e uma das mulheres mais fotografadas durante a década de 1970 e começo da década de 1980. Na TV fez participações importantes em várias novelas como Selva de Pedra, O Bem-Amado, O Rebu e Feijão Maravilha. Mas seus personagens mais marcantes foram a Shana da telenovela Te Contei?, Amanda de Plumas e Paetês e Luísa de Pão-Pão, Beijo-Beijo. Atuou em diversas peças de teatro, tendo estreado em 1970 com O camarada Miussov, do russo Kataiev. Seguiu-se a consagrada Vestido de noiva, de Nelson Rodrigues e Agora eu conto, realizada a partir do sucesso da novela Te Contei?, ao lado de Luiz Gustavo. Em 1983 deixou a carreira de atriz devido a problemas nas cordas vocais, fazendo apenas uma telenovela neste período, Pão, Pão, Beijo, Beijo (1983). Em 1992, retornou brevemente em Deus nos Acuda, atuando ao lado de Glória Menezes.
Em 2004, retomou a carreira na peça Jung, sucesso no Brasil e em Portugal. Atuou na peça "Lembranças de um Sonho" com texto de Luiz Carlos Maciel.

## Vida pessoal
É sobrinha do ator Luís Delfino. Entre 1976 e 2017 foi casada com o escritor Luiz Carlos Maciel, de quem ficou viúva. O casal não teve filhos.

## Filmografia

### Televisão
| Ano  | Título                     | Personagem                                                                    | Notas                                      |
| ---- | -------------------------- | ----------------------------------------------------------------------------- | ------------------------------------------ |
| 1969 | Telejornal Pirelli         | Apresentadora                                                                 |                                            |
| 1969 | Verão Vermelho             | Patrícia                                                                      |                                            |
| 1970 | Assim na Terra Como no Céu | Suzy                                                                          |                                            |
| 1971 | Caso Especial              | Nina                                                                          | Episódio: "Nº 1"                           |
| 1971 | Minha Doce Namorada        | Vera (Verinha)                                                                |                                            |
| 1972 | Selva de Pedra             | Kátia                                                                         |                                            |
| 1972 | Caso Especial              | Namorada de Armand                                                            | Episódio: "A Dama das Camélias"            |
| 1973 | Caso Especial              | Andréa                                                                        | Episódio: "As Algemas, a Pedra e o Punhal" |
| 1973 | Caso Especial              | Eliane                                                                        | Episódio: "O Preço de Cada"                |
| 1973 | O Bem-Amado                | Adalgisa Portela (Gisa)                                                       |                                            |
| 1973 | O Semideus                 | Estela                                                                        |                                            |
| 1974 | O Rebu                     | Helena Martins                                                                |                                            |
| 1977 | Despedida de Casado        | Alaíde                                                                        | Novela censurada                           |
| 1977 | Nina                       | Doralda                                                                       |                                            |
| 1978 | Te Contei?                 | Shana                                                                         |                                            |
| 1979 | Feijão Maravilha           | Abigail Andrade (Bibinha)                                                     |                                            |
| 1980 | Plumas & Paetês            | Amanda                                                                        |                                            |
| 1981 | Terras do Sem-Fim          | Margot                                                                        |                                            |
| 1983 | Moinhos de Vento           | Sandra                                                                        |                                            |
| 1983 | Mário Fofoca               | Lisandra                                                                      | Episódio: "Vista Chinesa"                  |
| 1983 | Pão Pão, Beijo Beijo       | Luísa Cantarelli                                                              |                                            |
| 1984 | Corpo a corpo              | Maristella Arruda, apresentadora do concurso "Mulheres do ano" (Participação) |                                            |
| 1992 | Deus Nos Acuda             | Kelly Garcia                                                                  |                                            |
| 1994 | Você Decide                | Renata                                                                        | Episódio: "Tudo Pela Arte"                 |
| 1994 | Você Decide                | Eva                                                                           | Episódio: "O Gosto da Vingança"            |
| 2004 | Linha Direta               | Maria das Dores Calmon                                                        | Episódio: "Crime das Irmãs Poni"           |
| 2004 | A Escrava Isaura           | Serafina                                                                      |                                            |
| 2007 | Caminhos do Coração        | Drª. Ruth Maciel                                                              |                                            |
| 2008 | Amor e Intrigas            | Eugênia Dutra                                                                 |                                            |
| 2010 | Uma Rosa com Amor          | Mrs. Elizabeth Smith                                                          |                                            |
| 2010 | Louca Família              | Léa Ferreira (Léinha)                                                         |                                            |

### Filmes
| Ano  | Título                  | Personagem                        |
| ---- | ----------------------- | --------------------------------- |
| 1969 | Bonga, o Vagabundo      | Sônia                             |
| 1972 | Independência ou Morte  | Imperatriz Amélia de Leuchtenberg |
| 1976 | O Flagrante             | Marlene                           |
| 1977 | Um Marido Contagiante   | Helena                            |
| 1978 | Se Segura, Malandro!    | Jô                                |
| 1979 | O Coronel e o Lobisomem | Dona Esmeraldina Nogueira         |
| 1981 | Eros, o Deus do Amor    | Annelise                          |

## Teatro[7]
- 1971 - O Camarada Mioussov
- 1976 - Vestido de Noiva
- 1995 - Amor de Poeta
- 2004 - Jung
- 2007 - Lembranças de Um Sonho